# Histoire du calcul infinitésimal
L'histoire du calcul infinitésimal remonte à l'Antiquité en ce qui concerne les techniques de calculs d'aires et de volumes. On retrouve chez des mathématiciens anciens les prémices de ce type de calcul : Archimède, Thābit ibn Qurra, Pierre de Fermat et Isaac Barrow notamment.
Blaise Pascal, dans la première moitié du XVIIe siècle, a le premier mené des études sur la notion de tangente à une courbe – lui-même les appelait « touchantes ». Le domaine mathématique de l'analyse numérique connait dans la seconde moitié du XVIIe siècle une avancée prodigieuse, grâce aux travaux d'Isaac Newton et de Gottfried Wilhelm Leibniz en matière de calcul différentiel et intégral, traitant notamment de la notion d'infiniment petit et de son rapport avec les sommes dites intégrales. Cette période voit la naissance d'une polémique entre ces deux mathématiciens concernant la paternité de la découverte.
La notion de nombre dérivé a vu le jour au XVIIe siècle dans les écrits de Leibniz et de Newton qui le nomme fluxion et qui le définit comme « le quotient ultime de deux accroissements évanescents ».
Le marquis de l'Hospital contribue à diffuser le calcul différentiel de Leibniz à la fin du XVIIe siècle grâce à son livre sur l'analyse des infiniment petits.
John Wallis, mathématicien anglais (surtout connu pour la suite d'intégrales qui portent son nom), contribue également à l'essor de l'analyse différentielle.
Néanmoins cette théorie tout juste éclose n'est pas encore, à l'époque, pourvue de toute la rigueur mathématique qu'elle aurait exigée, et notamment la notion d'infiniment petit introduite par Newton, qui tient plus de l'intuitif, et qui pourrait engendrer des erreurs dès lors que l'on ne s'entend pas bien sur ce qui est ou non négligeable. C'est au XVIIIe siècle que d'Alembert introduit la définition plus rigoureuse du nombre dérivé en tant que limite du taux d'accroissement – sous une forme semblable à celle qui est utilisée et enseignée de nos jours. Cependant, à l'époque de d'Alembert, c'est la notion de limite qui pose un problème : {\displaystyle \mathbb {R} } n'est pas encore construit formellement (voir Construction des nombres réels). C'est seulement avec les travaux de Weierstrass au milieu du XIXe siècle que le concept de dérivée sera entièrement formalisé.
C'est à Lagrange (fin du XVIIIe siècle) qu'est due la notation {\displaystyle f'(x)}, dès lors usuelle, pour désigner le nombre dérivé de {\displaystyle f} en {\displaystyle x}. C'est aussi lui qui définit le nom de « dérivée » pour désigner ce concept mathématique.

## Précurseurs

### Antiquité
La méthode d'exhaustion est connue d'Archimède ; à la suite de la découverte d'un palimpseste contenant le traité appelé La Méthode, on sait qu'il possédait également une forme rudimentaire d'intégration, reposant sur une variante du principe de Cavalieri.

### Âge d'or de l'Islam
Durant les IXe et XIe siècles, les mathématiciens arabes redécouvrent les techniques de calcul d'aire et de volume d'Archimède et développent des techniques nouvelles exploitant les transformations géométriques. Il s'agit d'une nouvelle école néo-archimédienne avec des mathématiciens échangeant et confrontant leurs méthodes. Parmi ceux-ci, on peut citer Thābit ibn Qurra qui pour la première fois développe un calcul d'aire proche des sommes de Riemann avec découpage en tranches d'épaisseurs variables.
Au XIe siècle, al-Biruni est amené à introduire la notion de vitesse instantanée et d'accélération. Cependant son travail est redécouvert trop tard pour avoir une influence sur le développement du calcul infinitésimal en Europe. En ce qui concerne les calculs de dérivées et les recherches d'extremum, on peut citer une dérivation algébrique pour les fonctions polynomes chez Sharaf al-Dīn al-Tūsī à la fin du XIIe siècle.

### XIVesiècle
Des notions sont élaborées en Inde, développées par l'école du Kerala.

### XVIIesiècle
En Europe, au XVIIe siècle, deux problèmes passionnent les mathématiciens : celui de la tangente et celui des quadratures. Le premier consiste à retrouver, à partir d’une courbe quelconque, les différentes tangentes à la courbe. Le second réside dans le calcul de l'aire engendrée par une courbe. Plusieurs méthodes furent mises au point : la méthode des indivisibles, la méthode de la normale de Descartes, la méthode d'adégalisation de Fermat. C'est cette dernière méthode qui fut systématisée par le langage du calcul infinitésimal.

#### Méthode des indivisibles

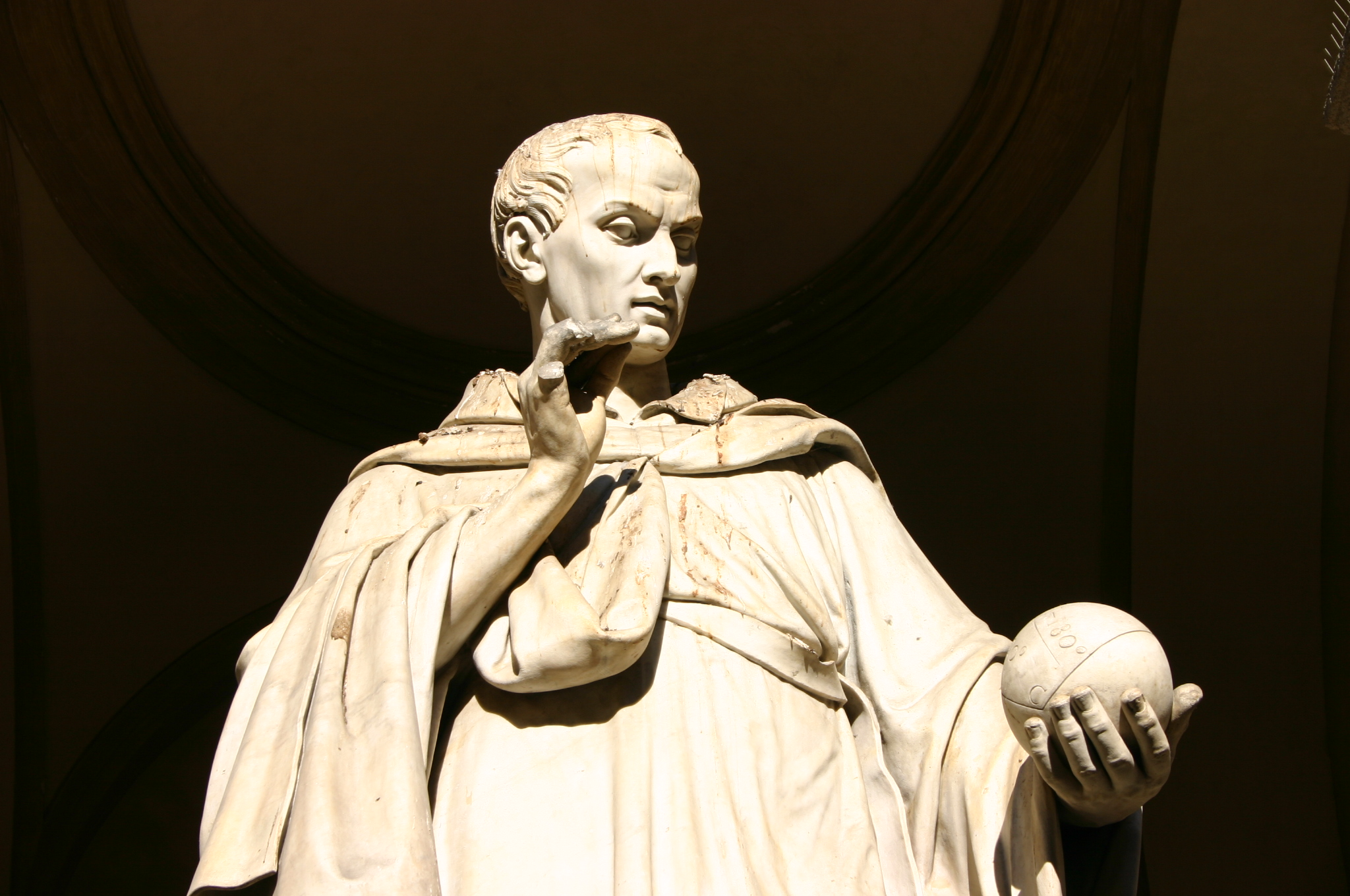
Statue de Bonaventura Cavalieri à Milan, sa ville natale

En Italie, dès 1620, Cavalieri développe la méthode des indivisibles, poursuivie par Torricelli (1643), puis l'école de Padoue.
À la mort de Cavalieri en 1647, Pietro Mengoli prend sa succession pour 39 ans. Avec Stefano degli Angeli, il développe l'essentiel du calcul pour les séries (en particulier celle de  {\displaystyle \ln(1+x)}). Toute l'Europe accourt. En particulier, Gregory, élève de 1664 à 1668, ramènera en Angleterre la formule de Gregory-Leibniz.
Pascal de son côté, mène une réflexion approfondie, d'un point de vue philosophique, sur le concept d'infini ; son ouvrage, le Traité de la roulette, paraît en 1659. Wallis produit l' Arithmetica Infinitorum (Oxford, 1655) et popularise le symbole {\displaystyle \infty }, ainsi que l'infinitésimal {\displaystyle {\frac {1}{\infty }}}. Barrow enseigne Newton à Cambridge en 1661. En 1634, Roberval donne la quadrature de la cycloïde, et la tangente.

#### Pierre de Fermat, 1636

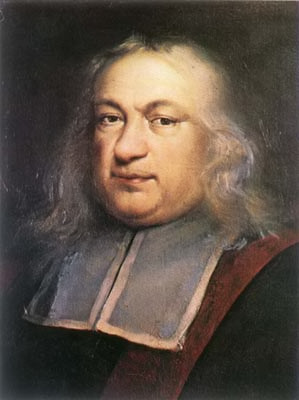
Pierre de Fermat

En 1636, Fermat livre une méthode générale de détermination des tangentes, utilisant à cette fin la méthode d'adégalisation (mot emprunté à Diophante).
Celle-ci consiste à considérer l'équation {\displaystyle f(a+e)=f(a)}, à ôter {\displaystyle f(a)} aux deux membres, à simplifier par e l'équation obtenue, puis à poser e = 0 dans l'équation simplifiée.
C'est-à-dire, en langage moderne, l'opération
{\displaystyle \lim _{e\to 0}\,{\frac {f(a+e)-f(a)}{e}}},
opérant ainsi passage à la limite et dérivation, termes inventés postérieurement.
Fermat affirma « il est impossible de donner une méthode plus générale » et « cette méthode ne trompe jamais, et peut s’étendre à nombre de questions très belles ». Il donne plusieurs exemples d'applications (parabole, cycloïde, etc.).
Une importante controverse eut lieu avec Descartes qui avait lui-même publié ses propres méthodes de détermination des tangentes.
Le raisonnement de Fermat n’étant pas encore bien compris au milieu du XVIIe siècle, Huygens présenta à l’Académie des sciences, en 1667, une communication dans laquelle il expliquait la méthode du savant toulousain ; il y mentionnait que e est une « quantité infiniment petite », en utilisant pour la première fois, d’ailleurs, l'expression « infiniment petit ».
Leibniz rencontra Huygens à Paris en 1672 et Huygens fréquenta la Royal Society à partir de 1663.

## Newton et Leibniz

### Isaac Newton, 1669

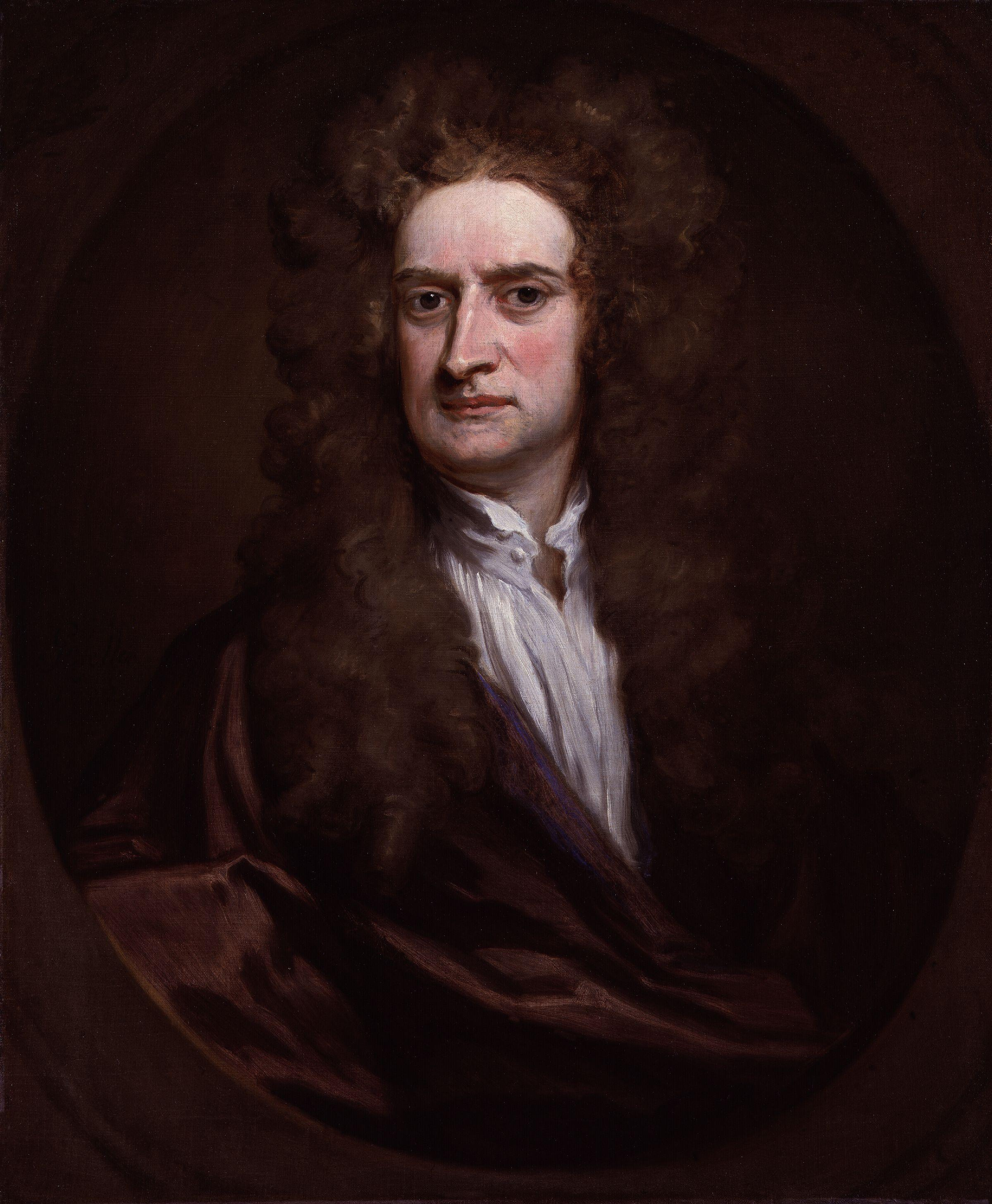
Isaac Newton (Godfrey Kneller, National Portrait Gallery, Londres, 1702)

Newton est considéré comme l’un des fondateurs du calcul infinitésimal. S’inspirant de Descartes et Wallis dont il avait lu les écrits, il se pose en effet le problème des tangentes qu’il relie rapidement à celui de la quadrature. Cependant, il écrit assez peu sur ce sujet (seulement trois écrits) et publie très tard par peur des critiques.
Dès 1669, Newton, s’inspirant de Wallis et Barrow, relie le problème de la quadrature à celui des tangentes : la dérivée est la procédure inverse de l'intégration. Il s’intéresse aux variations infinitésimales des quantités mathématiques et l’aire engendrée par ces mouvements. Sa méthode la plus célèbre reste celle des fluxions. Très influencé par son travail de physicien, il considère les quantités mathématiques comme engendrées « par une augmentation continuelle » et les compare à l’espace engendré par les « corps en mouvement ». Dans le même esprit, il introduit le temps en tant que variable universelle et définit les fluxions et les fluentes. Les fluentes ({\displaystyle x,y,z}...) sont des quantités « augmentées graduellement et indéfiniment », et les fluxions ({\displaystyle {\dot {x}},{\dot {y}},{\dot {z}}}) « les vitesses dont les fluentes sont augmentées ». Il se pose le problème « Étant donné les relations entre les quantités fluentes, retrouver la relation entre leurs fluxions. ».
Voici par exemple la solution qu’il donne pour {\displaystyle y=x^{n}} :
Soit {\displaystyle \tau }, un intervalle de temps infiniment petit. {\displaystyle {\dot {x}}\cdot \tau } et {\displaystyle {\dot {y}}\cdot \tau } seront les accroissements infiniment petits de x et y.
{\displaystyle y=x^{n}\,}
En remplaçant x et y par {\displaystyle x+{\dot {x}}\cdot \tau } et {\displaystyle y+{\dot {y}}\cdot \tau }
{\displaystyle y+{\dot {y}}\cdot \tau =(x+{\dot {x}}\cdot \tau )^{n}}
Puis en développant par la formule du binôme qu’il a démontrée :
{\displaystyle y+{\dot {y}}\cdot \tau =x^{n}+n\tau \cdot x^{n-1}{\dot {x}}+{\frac {n(n-1)}{2}}\tau ^{2}\cdot {\dot {x}}^{2}x^{n-2}+\ldots }
Ensuite, il retranche {\displaystyle y=x^{n}\,} et divise par {\displaystyle \tau ~}.
{\displaystyle {\dot {y}}=nx^{n-1}{\dot {x}}+{\frac {n(n-1)}{2}}\tau \cdot {\dot {x}}^{2}x^{n-2}+\ldots }
Enfin, il néglige tous les termes contenant {\displaystyle \tau ~}, et obtient : 
{\displaystyle {\dot {y}}=nx^{n-1}{\dot {x}}}, qui rappelle la formule {\displaystyle d(x^{n})=nx^{n-1}dx\,}
L’intuition est correcte, mais manque de conviction. Newton voudrait se débarrasser des quantités infinitésimales qu’il n’arrive pas à baser sur des principes rigoureux. Dans sa méthode « des premières et dernières raisons », il se contentera des rapports entre fluxions, ce qui lui permettra d’éviter de « négliger »  des termes, laissant le terme {\displaystyle \tau } « s’évanouir » dans le rapport. Il se rapproche alors de notre notion actuelle de limite, comparant cela à l’idée de « vitesse instantanée » d’un corps. Non pas celle qu’il a avant d’arriver, ni celle qu’il a après, mais celle qu’il a au moment où il arrive. Dans Principia, il exprime ainsi sa pensée :
« Les rapports ultimes dans lesquels les quantités disparaissent ne sont pas réellement des rapports de quantités ultimes, mais les limites vers lesquels les rapports de quantités, décroissant sans limite, s’en approchent toujours : et vers lesquels ils peuvent s’en approcher aussi près que l’on veut. » Il est surprenant de voir à quel point cette conception se rapproche de la définition même de la limite moderne : f(x) tend vers f(a) si étant donné ε positif quelconque, il existe α tel que :{\displaystyle \quad |{x-a}|<\alpha \Rightarrow \quad |{f(x)-f(a)}|<\varepsilon }. Cependant, Newton ne généralise pas cette définition et sa notion de limite reste réservée aux rapports de fluxions, à ce qui se rapproche du calcul moderne de dérivées. Et même ainsi, il se trouve dans l’incapacité de fonder son calcul différentiel sur des bases rigoureuses. La notion de valeur infinitésimale est encore trop nouvelle et se trouve vivement critiquée, n’étant pour certains qu’un « fantôme de quantités disparues ».

### Gottfried Wilhelm Leibniz, 1674

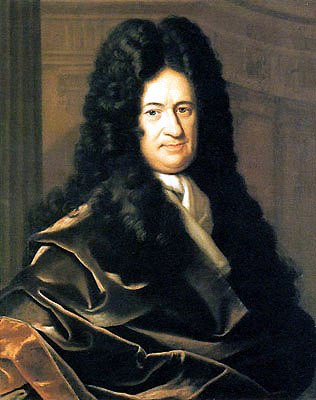
Gottfried Wilhelm Leibniz

Leibniz est considéré comme le deuxième créateur du calcul ; il va en améliorer la notation et l'exposé. Leibniz est au départ un philosophe et ne découvre les mathématiques qu’en 1672, lorsqu’il rencontre Christian Huygens lors d’un voyage à Paris. Il s’inspire alors des œuvres de Descartes, de Pascal, de Wallis et d’autres. Très vite, il fait le lien entre le problème des tangentes et celui de la quadrature en remarquant que le problème de la tangente dépend du rapport des « différences » des ordonnées et des abscisses et celui de la quadrature, de la « somme » des ordonnées. Lors de son travail sur les combinatoires, il observe en effet ceci :
1, 4, 9, 16 étant la suite des carrés
1, 3, 5, 7 la suite des différences des carrés :
1+3+5+7=16
Son travail en philosophie le pousse à considérer les différences infiniment petites et il tire bientôt la conclusion :
∫dy = y, ∫ étant une somme de valeurs infiniment petites et dy une différence infinitésimale.
En effet, Leibniz émet à la même époque l’hypothèse philosophique de l’existence de composants infiniment petits de l’univers. Tout ce que nous percevons n’étant que la somme de ces éléments. Le rapport avec ces recherches mathématiques est direct. Il explique parfois aussi ces éléments infinitésimaux en faisant une analogie avec la géométrie : le dx est au x, ce que le point est à la droite[réf. nécessaire]. Ce qui le pousse dans l’hypothèse de l’impossibilité de comparer des valeurs différentielles à de « vraies » valeurs. Tout comme Newton, il privilégiera les comparaisons entre rapports.
La notation claire et pratique qu’il met en place permet des calculs rapides et simples. S’intéressant au rapport {\displaystyle dy/dx}, il l’identifie au coefficient directeur de la tangente, se justifiant par l’étude du triangle formé par une portion infiniment petite de la tangente et deux portions infiniment petites des parallèles aux axes de l'abscisse et de l'ordonnée. Ainsi, il exprime par exemple le coefficient directeur de la tangente à la courbe représentative de {\displaystyle y=x^{2}} :
{\displaystyle y+\mathrm {d} y=(x+\mathrm {d} x)^{2}}
{\displaystyle \mathrm {d} y=(x+\mathrm {d} x)^{2}-x^{2}=2x\mathrm {d} x+(\mathrm {d} x)^{2}\,}
{\displaystyle {\frac {\mathrm {d} y}{\mathrm {d} x}}=2x+\mathrm {d} x}
Et enfin, en négligeant dx : 
{\displaystyle {\frac {\mathrm {d} y}{\mathrm {d} x}}=2x}.
Il résout aussi les problèmes {\displaystyle d(x+y)}, {\displaystyle d(x\cdot y)}, {\displaystyle d(x/y)} et {\displaystyle d(x^{n})} dans l’optique de créer une véritable algèbre des infiniment petits. Mais il subit de nombreuses critiques, semblables à celle que l’on fit à Newton et que Descartes fit à Fermat : pour quelle raison négliger les infinitésimaux dans le résultat final ? Et s’ils sont égaux à 0, comment peut-on calculer leur rapport ? Lui-même a du mal à baser sa théorie sur des concepts solides et a tendance à considérer les valeurs infinitésimales comme des outils, au même titre que les nombres imaginaires, qui « n’existeraient » pas vraiment. Mais même ainsi, ses détracteurs restent nombreux.
Dans les Acta Eruditorum, Leibniz pourra efficacement promouvoir son calcul (1684). Les Bernoulli puis Euler sauront faire bon usage de sa notation, prouvant l'efficacité opérationnelle du langage différentiel.
En France, avec Huygens, Rolle et Varignon, l'analyse gagne prudemment ses galons, mais ne se développera fortement que lorsque le cercle autour de Malebranche entrera à l'Académie des sciences (1699).

### Querelle d'antériorité
Qui de Newton et Leibniz a l'antériorité ? La question n'a pas de sens posée ainsi : la recherche est œuvre collective. L'invention du calcul infinitésimal intègre différentes innovations d'auteurs variés. On peut ainsi distinguer :
- la division d'une forme en intervalles réguliers (méthode des indivisibles de Cavalieri) ;
- l'invention de l'opération de passage à la limite, qui trouve son origine dans la méthode d'adégalisation de Fermat ;
- l'invention du langage pour systématiser l'opération logique sans erreur :
  - le calcul des fluxions de Newton, sans postérité, mais utilisé en Angleterre jusqu'au XIXe siècle ;
  - le calcul différentiel de Leibniz, lié à ses recherches en langage (voir Caractéristique universelle), toujours utilisé.

## AuXVIIIesiècle
En 1700, le calcul est encore loin d'être accepté : Michel Rolle et George Berkeley le critiquent. Ce que critique Rolle est le manque de nouveauté de la chose :

« Cela posé, il sera facile de savoir que la formule fondamentale du calcul différentiel n'est autre chose que la formule ordinaire des tangentes de Fermat et que celle-ci était publique avant que l'on ait rien fait paraître des premiers projets de ce calcul. »

« Ainsi, les défenseurs de l'analyse des infiniment petits ne peuvent pas nier que Messieurs Barou et Tschirnhaus ne se fussent servis des idées de Mr Fermat pour trouver l'Egalité et la formule ordinaire des tangentes qu'ils nomment égalité différentielle. »

« En 1684, Mr de Leibniz donna dans des journaux de Leipzig des exemples de la formule ordinaire des tangentes, et il imposa le nom d'égalité différentielle à cette formule […] Mr de Leibniz n'entreprend point d'expliquer l'origine de ces formules dans ce projet, ni d'en donner la démonstration […] Au lieu de l'a & de l'e, il prend dx & dy. »

« On ne fait que cela aussi sur cette formule dans l'analyse des infiniment petits; où, s'il y a du changement, ce n'est que pour écrire dx & dy au lieu de a & de e. Mais l'on y serait porté à croire que toutes ces opérations ne se font qu'en conséquence du nouveau système de l'infini, quoiqu'elles fussent réglées sur de bons principes avant que l'on eu parlé de calcul différentiel, et le manège que l'on fait en cela dans cette analyse ne soit qu'un déguisement des règles qui avaient déjà paru sur ce sujet. »

En fait, Newton et Leibniz introduisent dans les mondes anglo-saxon et germanique les règles de détermination des tangentes déjà connues en France grâce à Fermat, mais selon une forme différente. Le calcul a été refondé sur des bases solides au XIXe siècle, avec l'introduction de la notion de limite. Avec Euler, les mathématiques et la physique mathématique vont exploser. Le calcul est vrai « expérimentalement ». Mais le XVIIIe va fourmiller d'ouvrages critiques, visant à le « justifier » (on citera l'étude de Lazare Carnot et surtout les avertissements de Lagrange).
En 1711, la Royal Society accusera Leibniz d’avoir copié l’œuvre de Newton, jusqu'à proclamer Newton inventeur de la méthode. S’ensuivront de nombreuses disputes et des attaques personnelles entre les deux hommes. Il y a aussi peut-être quelques considérations de prestige national qui entrèrent alors en ligne de compte.

## AuXIXesiècle
Ce n’est qu’au XIXe siècle que le concept de limite sera véritablement explicité. Et c’est seulement ainsi que le calcul différentiel pourra vraiment se développer. Car ce ne sont pas sur des rapports que travaillent Newton et Leibniz, mais bien sur des limites de rapport, et c’est ce concept qui est la base de tout le reste. C’est à cette époque que le nombre réel comme nous le connaissons de façon moderne est introduit chez les mathématiciens.
Sans la caractérisation de la densité[Quoi ?] et du caractère intrinsèquement continu des réels, le concept de limite ne pouvait voir le jour. Il reviendra à Cauchy et Weierstrass de préciser la notion de limite et continuité. L'analyse classique peut enfin débuter avec un formalisme adéquat.

## À partir duXXesiècle

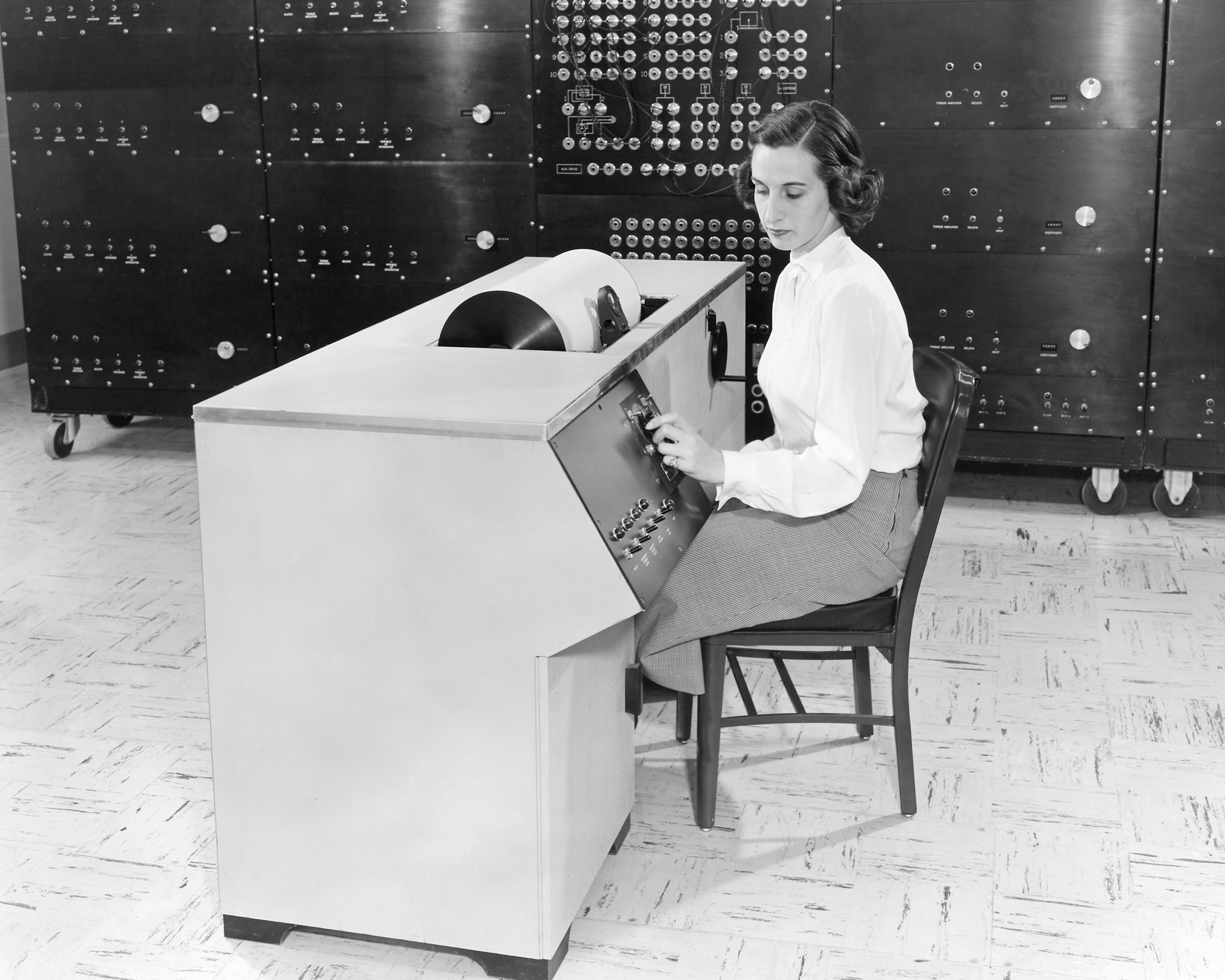
Calculateur de la NASA (1951).

- Le calcul infinitésimal permet des progrès spectaculaires avec le développement des ordinateurs à partir des années 1950.
- Une théorie notable : l'analyse non standard et ses nombres hyperréels, créée par Abraham Robinson (1976).
- Un apport considérable est celui d'Edward Nelson. Dans son article de 1977[16], en faisant entrer les infinitésimaux à l'intérieur de l'ensemble standard des nombres réels, il plante dans le corps de la théorie des ensembles comme un coin qui, sans la faire exploser par une contradiction, conduit à désirer la possibilité d'un autre référent pour le discours formel (non limité à celui des ensembles). Cette approche moderne a conduit à des extensions de la notion d'infinitésimal (Introduction de degrés d'infinitésimalité, entre autres) et a des applications jusque dans l'enseignement secondaire[17],[18].